# الكنيسة المسيحية في سومطرة الجنوبية

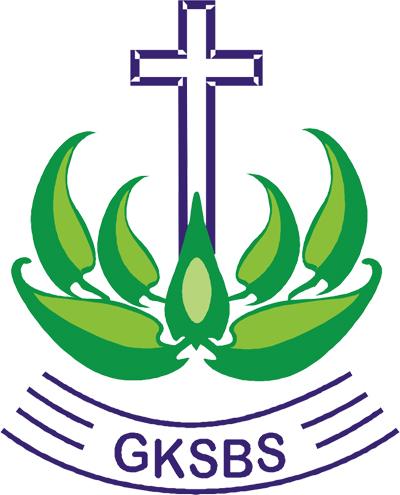
شعار الكنيسة

الكنيسة المسيحية في سومطرة الجنوبية (بالإندونيسية: Gereja Kristen Sumatera Bagian Selatan) هي كنيسة بروتستانتية في إندونيسيا، تقع على الجزء الجنوبي من جزيرة سومطرة، في مقاطعة لامبونغ وجمبي جنوب سومطرة وبنغكولو. يقع مكتب المجمع في لامبونغ. تأسست الطائفة رسمياً في 6 أغسطس 1987م. وتضم 30.000 إلى 35.000 عضو و65 أبرشية و40 زمالة في المنزل و13 صف. أبلغت الكنيسة عن نمو مطرد. ربطت الكنيسة وأقامت صلة رسمية بالكنيسة البروتستانتية في هولندا.
للكنيسة تاريخ طويل منذ هجرة ملايين الجاويين إلى جزيرة سومطرة. بدأت الكنيسة المسيحية في جاوة الوسطى العمل الإرسالي بين هؤلاء السكان الجاويين في سومطرة. في عام 1952 شكلت خمسة أبرشيات وانضمت إلى الكنيسة المسيحية الجاوية. في الخمسينات من القرن الماضي تولت الكنيسة الإصلاحية في هولندا هذا العمل. عمل اثنان من المبشرين الهولنديين في الميدان. في عام 1987 أصبحت الكنيسة مستقلة. تنشر الكنيسة صحيفة. وهي تنتمي إلى التواصل العالمية للكنائس الإصلاحية.